# 伊帕內瑪姑娘
《伊帕內瑪姑娘》（葡萄牙語：Garota de Ipanema），或稱《來自伊帕尼瑪的女孩》，是安東尼奧·卡洛斯·裘賓在1962年創作的著名巴薩諾瓦歌曲。它最初由巴西詩人维尼修斯·迪莫赖斯以葡萄牙語填詞，背景位在巴西里約熱內盧近郊的伊帕内马。
歌曲在1962年首度進行商業錄製；1963年3月19日，神韻唱片錄製由巴西歌手、吉他手若昂·吉尔贝托和美國次中音薩克斯風手斯坦·盖茨演奏的版本，收錄在1964年密紋唱片專輯《盖茨与吉尔贝托》，甫推出便獲得巨大迴響。此外，吉尔贝托的妻子、巴西歌手阿斯特鲁德·吉尔贝托所演繹的版本也廣受好評，並獲得1965年葛萊美獎的年度制作奖项。

## 历史
伊帕内马是里约热内卢南部境内的一个非常有名的海边社区。
这首歌其先是为了音乐喜剧《飞艇》（葡萄牙语：Dirigível）而编曲的，后来在Vinícius de Moraes手中初见雏型。最初的歌名是叫《路过的女孩》（葡萄牙语：Menina que Passa）， 而且第一段和现在也是不一样的。Jobim在他当时在伊帕内玛Rua Barão da Torre的新家里的钢琴上，完成了谱曲的工作；而紧接着，Moraes也在靠近里约不远的Petrópolis写成了此曲的歌词，那时在他完成“Chega de Saudade”（“No More Blues”）的六年之前。
若昂·吉尔贝托、安東尼奧·卡洛斯·裘賓和斯坦·盖茨在纽约的录制期间，一个要录制一个英文版本的念头冒了出来。若昂的妻子, 阿斯特鲁德·吉尔贝托, 是当时几人中唯一一个英语说得好的巴西人，所以自然而然由她来演唱。他们惊讶地发现，她的嗓音毫无专业歌手的矫揉造作，与这首歌契合真是再完美不过了。
作者写就这首歌其实是受一个名叫埃洛伊萨·埃内达·梅内塞斯·帕埃斯·平托（现名叫埃洛·皮涅罗）的姑娘的启发。当时她只有19岁，住在伊帕尼玛的Montenegro上。每天, 她都会漫步经过Veloso咖啡吧，不仅仅是走向海滩（“每一天当她走向大海”），更是走在她生命的道路上。有时，她会走进咖啡吧，给她的妈妈买上一支雪茄，走的时候再吹一声口哨。 正是在1962年的冬天，作曲家遇到了这个女孩，并以此为启发，写下了这首曲子。随着歌曲的流行，女孩也成为了当地的名人。

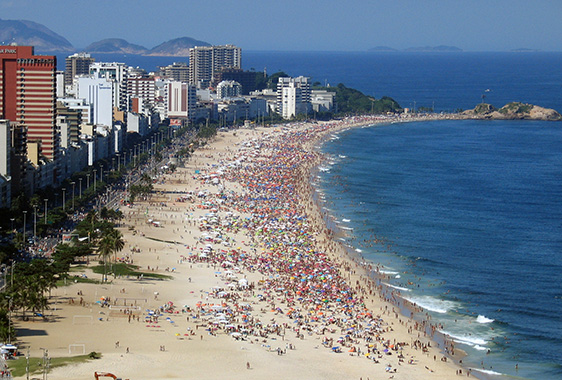
伊帕內马的海灘，2005年

在《揭秘：一个真实的伊帕尼玛女孩》（葡萄牙语：Revelação: a verdadeira Garota de Ipanema）一书中，Moraes写道：她是“里约热内卢当地人一个典型：一个拥有黄金豆蔻年华的姑娘，是花朵与美人鱼的结合，充满了阳光与优雅，而她的目光却又带着忧伤，在她所背负的里面，在她每天走向大海的必经之路，你能感觉到那正在消逝的青春。那种美丽不单是我们自己的，更是那美好又带着忧郁地很久起伏流逝的生命所赠予我们的礼物。”